# Chard (Regno Unito)
Chard è un paese di 12 008 abitanti del Somerset, in Inghilterra.

## storia
nel 1842 il pioniere aeronautico vittoriano John Stringfellow (1799-1883) e William Samuel Henson (1812-1888)  dimostravano per la prima volta che il volo a motore era possibile attraverso il suo lavoro sulla carrozza a vapore aerea aliante a vapore 

## Amministrazione

### Gemellaggi
- Morangis
- Helmstedt